# Хяэдемеэсте (волость, 2017)
Хя́эдемеэсте (эст. Häädemeeste vald) — волость в Эстонии в составе уезда Пярнумаа. Образована в 2017 году. Административный центр — деревня Уулу.

## География

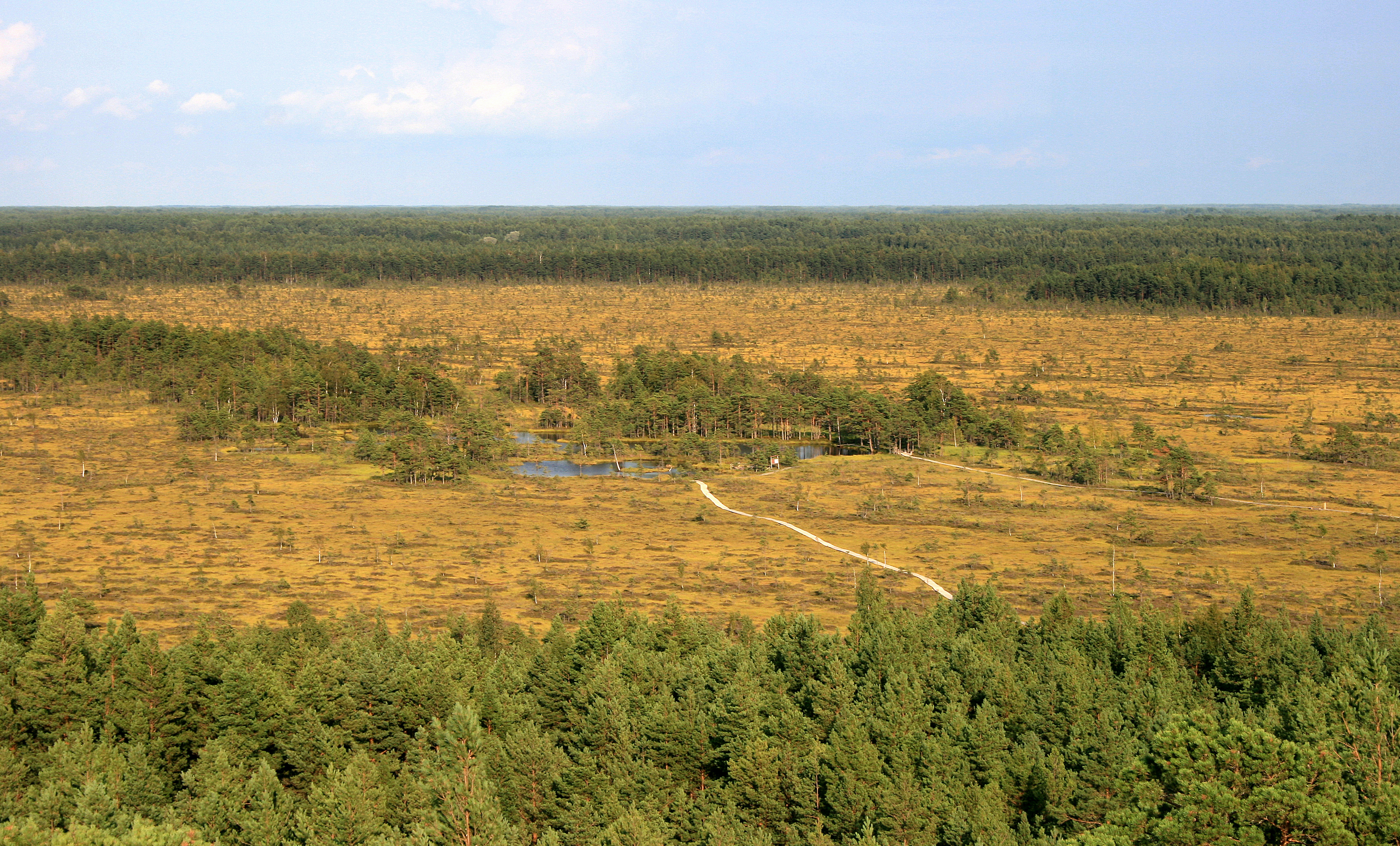
Болото Толкузе

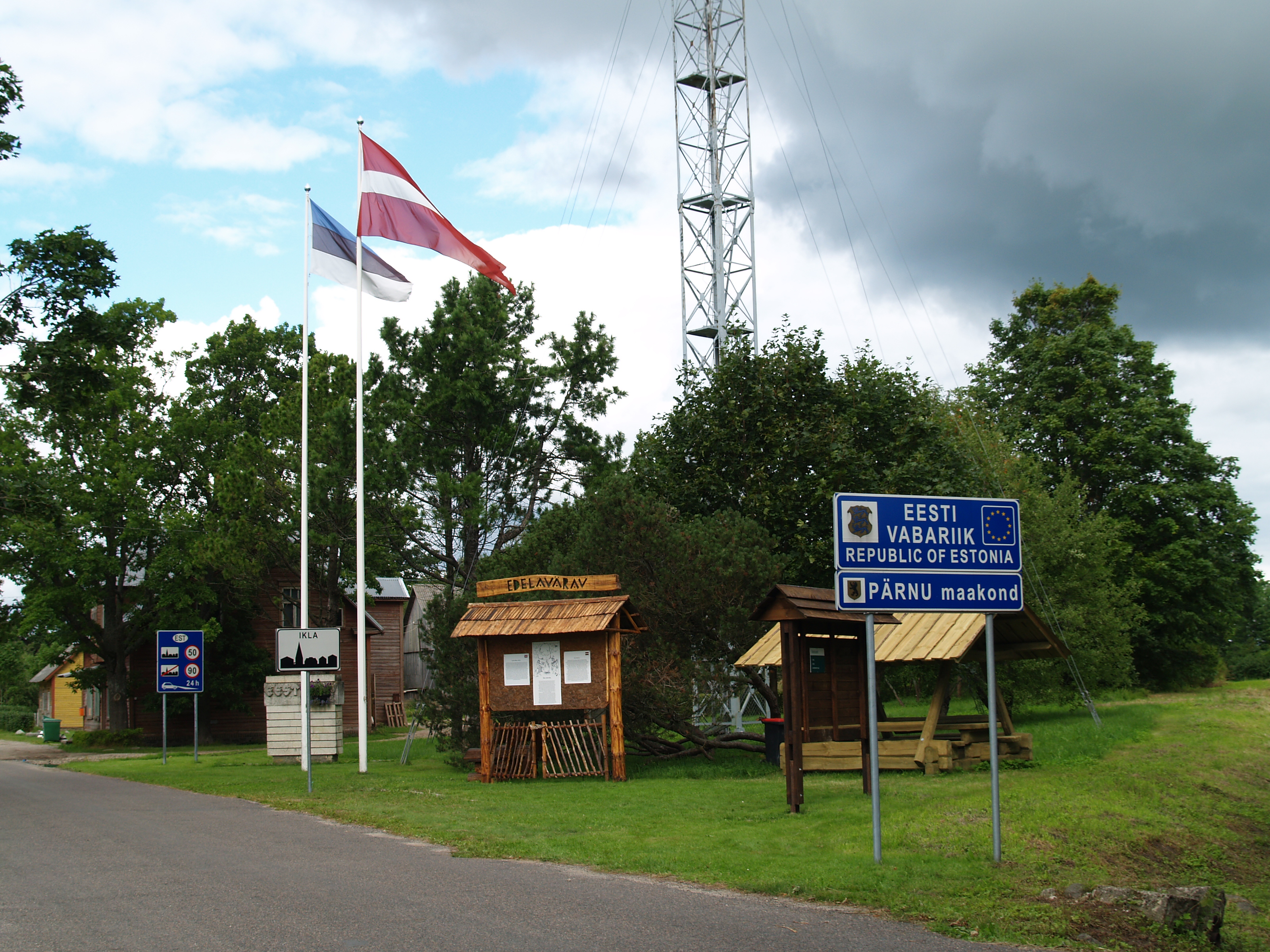
Деревня Икла, граница Эстонии с Латвией

Расположена в юго-западной части Эстонии на берегу Рижского залива. Через волость проходит международное шоссе Via Baltica и ответвляющееся от него шоссе Уулу—Валга. Территория волости начинается у границ муниципалитета Пярну и простирается до границы с Латвией.
Площадь волости — 494,76 км², плотность населения на 1 января 2024 года составила 9,6 чел/км².
Леса занимают 55,7 % территории волости, возделываемая земля — 17,6 %, природные луга — 7,0 %. Природоохранные зоны охватывают 55 % территории волости.
Пейзаж формируют две крупные дюнные зоны, между которыми находится торфяное болото Толкузе. Дюны волости Хяэдемеэсте — самые высокие в Эстонии, их относительная высота составляет 20 метров, наивысшая точка — 35 метров. На дюнах растут сосны, а шоссе почти непрерывной линией обрамляют рябины. На побережье протяжённые песчаные пляжи чередуются с тростниковыми зарослями и лугами. Прибрежные участки волости малопригодны для земледелия.
Крупнейшая река волости — Раннаметса.
Полезные ископаемые: торф, гравий, строительный песок, глина, минеральная вода и лечебная грязь.

## История
Волость Хяэдемеэсте образована октября 2017 года в результате административно-территориальной реформы путём слияния волостей Хяэдемеэсте и Тахкуранна. Административный центр волости — деревня Уулу.
Историческое русское название волости во времена Российской империи — Эдеместская волость.

## Символика
Герб: на щите золотого цвета синяя шхуна и синий зубчатый оголовок, на последнем — серебряная звезда. Автор герба — Прийт Херодес (Priit Herodes). Утверждён 1 декабря 2017 года.

Флаг: на золотом полотнище синий волнистый оголовок и синяя восьмиконечная звезда, в центре которой серебряный жёрнов. Соотношение длины и ширины флага 1:1, нормальный размер 105×105 см.

Шхуна символизирует имевшее большое значение в истории волости кораблестроение. Зубчатый оголовок символизирует государственную границу, серебряная звезда — целеустремлённость, духовное просвещение, образование и возрождение. Золотой цвет означает достоинство, счастье и благополучие, это одновременно символ Солнца и песочных пляжей; синий цвет символизирует море, правду и надежду; серебряный — свет и чистоту. Жёрнов отсылает к родившемуся в волости Тахкуранна первому президенту Эстонской Республики Константину Пятсу.

## Населённые пункты
В составе волости 2 посёлка и 29 деревень.

Посёлки: Выйсте, Хяэдемеэсте.

Деревни: Аруметса, Выйду, Икла, Кабли, Крундикюла, Лаади, Лейна, Лепакюла, Маяка, Массиару, Мерекюла, Метсакюла, Метсапооле, Непсте, Орайыэ, Паписилла, Пену, Пийруми, Пулгоя, Раннаметса, Рейу, Соокюла, Соометса, Тахкуранна, Треймани, Уриссааре, Ууэмаа, Уулу, Яагупи.

## Демография по данным Регистра народонаселения
По данным Регистра народонаселения, который ведёт Министерство внутренних дел Эстонии, по состоянию на 1 января 2018 года в волости Хяэдемеэсте насчитывалось 4982 жителя. В ней проживало 6 % от всего населения уезда Пярнумаа. В период 2010—2018 годов наблюдался рост числа жителей в регионах, близких к Пярну, и уменьшение числа жителей в отдалённых от уездного центра деревнях. Интенсивное жилое строительство велось в деревнях Лаади и Рейу, в дополнение к этому большую роль сыграла перестройка летних дач для круглогодичного проживания. Согласно прогнозам, число жителей волости до 2030 года будет уменьшаться в среднем на 0,8 % в год, и численность населения в 2030 году составит около 4533 человек.
Возрастная структура населения волости в 2018 году: лица трудоспособного возраста (16–64 года) — 65,2 %, лица младше трудоспособного возраста — 14,6 % и пенсионного возраста (65 лет и старше) — 20,1 %. Как и во многих районах Эстонии, в волости наблюдается высокий удельный вес людей в возрасте 20–29 лет, которые родились во времена «Поющей революции».
В летний период волость используют как место жительства многие эстоноземельцы, имеющие здесь дачи, а также здесь живёт много отдыхающих из других стран.

## Данные Департамента статистики
Данные Департамента статистики Эстонии о волости Хяэдемеэсте:

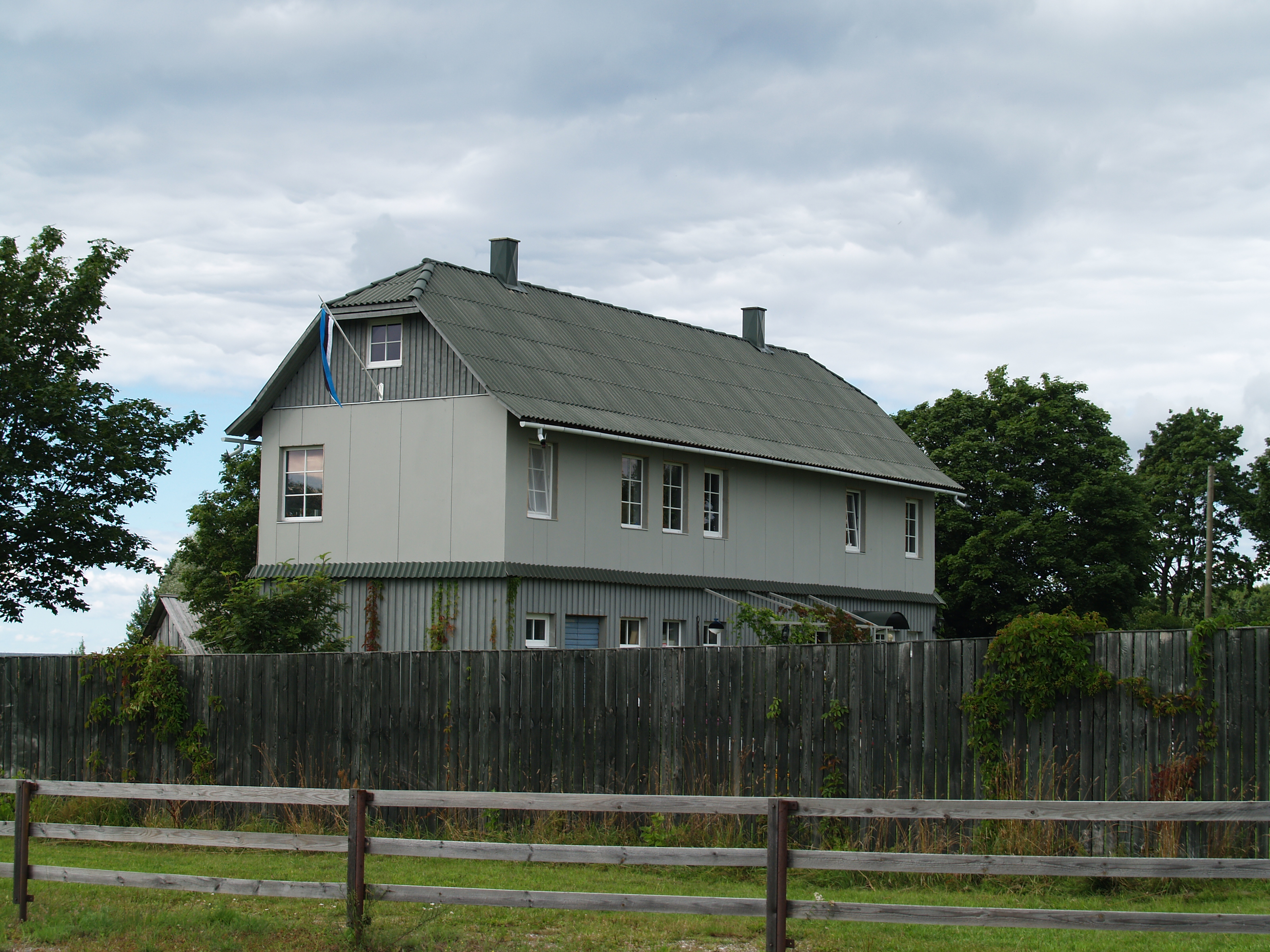
Деревня Икла

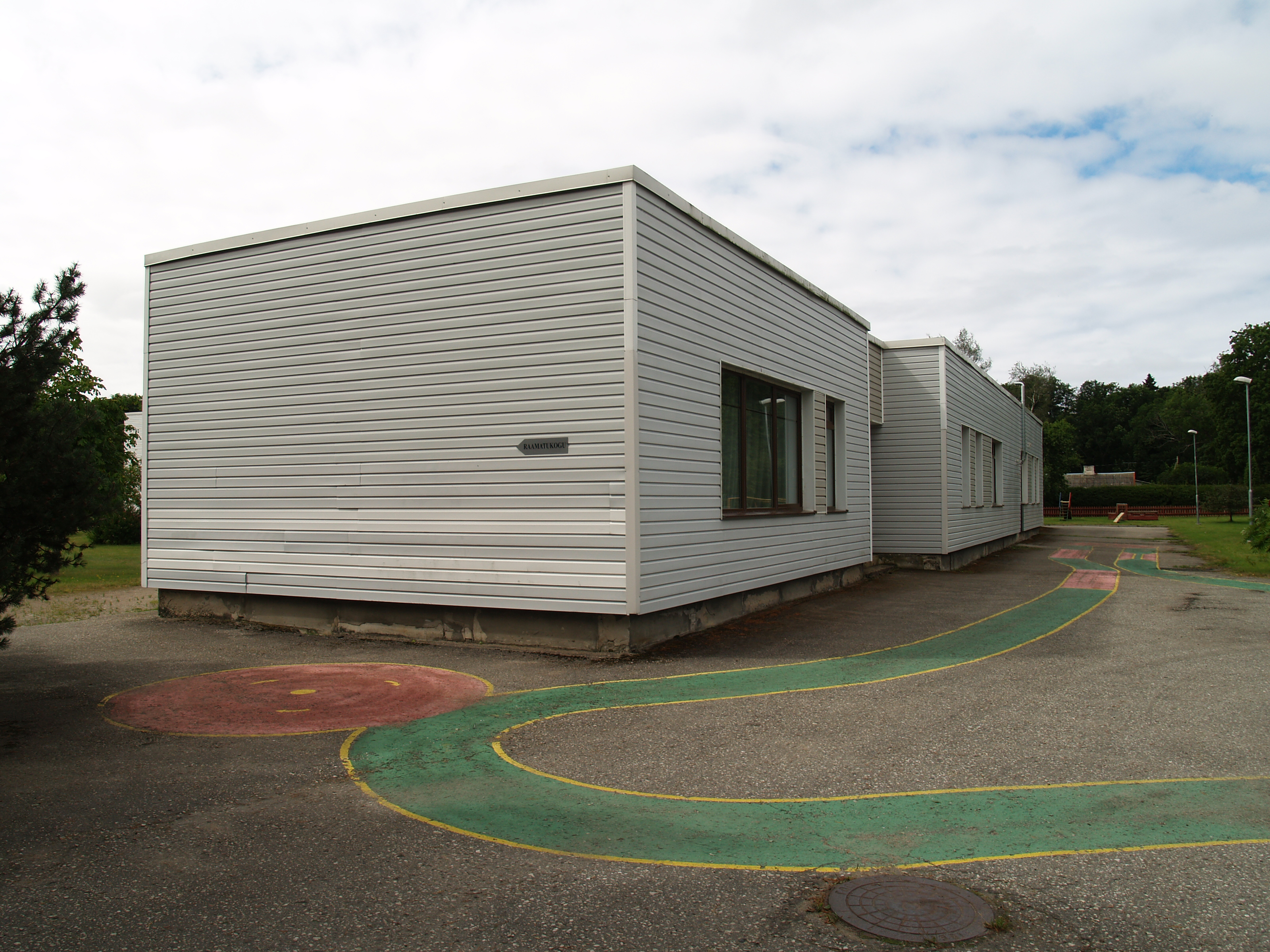
Детсад посёлка Хяэдемеэсте

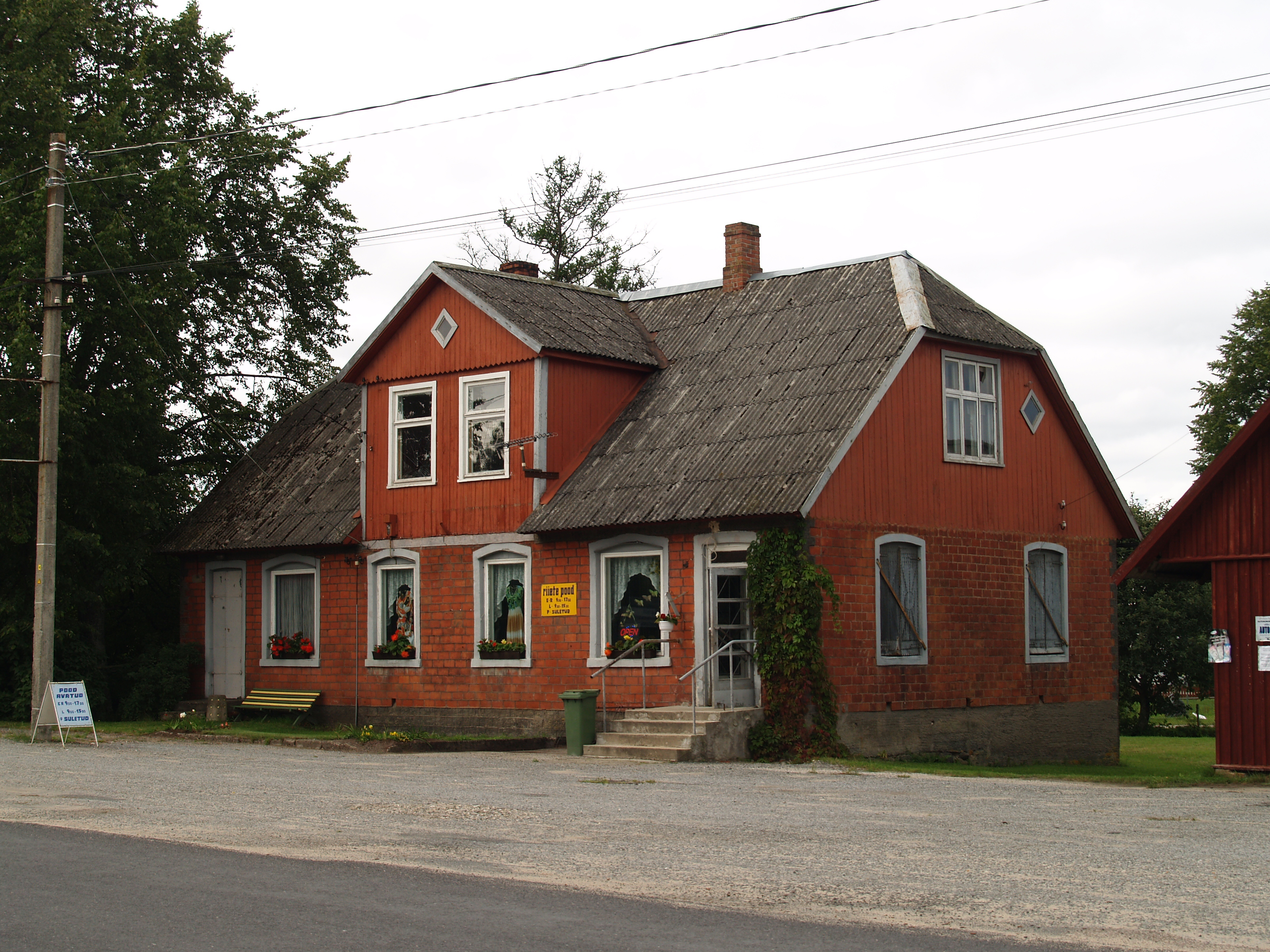
Магазин в посёлке Хяэдемеэсте

Число жителей на 1 января каждого года:
| Год  | 2016 | 2017   | 2018   | 2019   | 2020   | 2021   | 2022   | 2023   | 2024   |
| ---- | ---- | ------ | ------ | ------ | ------ | ------ | ------ | ------ | ------ |
| Чел. | 4874 | ↗ 4876 | ↘ 4862 | ↘ 4821 | ↗ 4823 | ↘ 4794 | ↘ 4616 | ↗ 4677 | ↗ 4725 |

Число рождений (живорождённых):
| Год  | 2015 | 2016 | 2017 | 2018 | 2019 | 2020 | 2021 | 2022 | 2023 |
| ---- | ---- | ---- | ---- | ---- | ---- | ---- | ---- | ---- | ---- |
| Чел. | 52   | ↘ 50 | ↘ 39 | → 39 | ↗ 45 | ↗ 46 | ↗ 54 | ↘ 37 | ↗ 40 |

Число умерших:
| Год  | 2015 | 2016 | 2017 | 2018 | 2019 | 2020 | 2021 | 2022 | 2023 |
| ---- | ---- | ---- | ---- | ---- | ---- | ---- | ---- | ---- | ---- |
| Чел. | 53   | ↘ 51 | ↗ 61 | ↘ 55 | ↗ 66 | ↘ 60 | ↗ 78 | ↘ 71 | ↘ 57 |

Сальдо миграции:
| Год  | 2016 | 2017 | 2018 | 2019 |
| ---- | ---- | ---- | ---- | ---- |
| Чел. | +2   | +9   | –25  | +23  |

Зарегистрированные безработные*:
| Год  | 2016 | 2017 | 2018 | 2019 | 2020 | 2021 | 2022 | 2023 |
| ---- | ---- | ---- | ---- | ---- | ---- | ---- | ---- | ---- |
| Чел. | 100  | 106  | 111  | 129  | 176  | 235  | 178  | 196  |

*2016—2019 годы — среднегодовое число, с 2020 года — на 1 января.
Средняя брутто-зарплата работника:
| Год  | 2013 | 2014  | 2015  | 2016  | 2017   | 2018   | 2019   | 2020   | 2021   | 2022   |
| ---- | ---- | ----- | ----- | ----- | ------ | ------ | ------ | ------ | ------ | ------ |
| Евро | 798  | ↗ 843 | ↗ 880 | ↗ 954 | ↗ 1037 | ↗ 1103 | ↗ 1194 | ↗ 1226 | ↗ 1282 | ↗ 1397 |

В 2019 году волость Хяэдемеэсте занимала 37 место по величине средней брутто-зарплаты среди 79 муниципалитетов Эстонии.
Число учеников в школах:
| Год  | 2015 | 2016  | 2017  | 2018  | 2019  | 2020  | 2021  | 2022  | 2023  | 2024  |
| ---- | ---- | ----- | ----- | ----- | ----- | ----- | ----- | ----- | ----- | ----- |
| Чел. | 391  | ↗ 401 | ↗ 410 | ↘ 406 | → 406 | ↗ 419 | ↗ 452 | ↗ 483 | ↘ 481 | ↘ 474 |

## Инфраструктура

### Образование
По состоянию на 2018 год в волости работали 4 муниципальных детских сада, один из них — при школе. В посёлке Хяэдемеэсте есть средняя школа, в деревнях Уулу и Метсапооле — основные школы, в Тахкуранна — начальная школа-детсад. В посёлке Хяэдемеэсте есть музыкальная школа, число её учеников в 2017/2018 учебном году составляло 40 человек.

### Медицина и социальное обеспечение
Медицинскую помощь первого уровня предоставляют семейный врач и медсестра во врачебных центрах деревень Уулу и Тахкуранна и врач и две медсестры в посёлке Хяэдемеэсте. В Уулу и Выйсте врач принимает 2 раза в неделю, медсестра — 1 раз в неделю. В Хяэдемеэсте врач и медсёстры работают 5 дней в неделю. Услуги врачей-специалистов, стоматологов и стационарное лечение предоставляет больница Пярну. В волости есть 2 аптеки, одна из которых (в деревне Уулу) открыта 2 дня, другая (в посёлке Хяэдемеэсте) — 5 дней в неделю. В задачи аптек также входит консультирование клиентов. С июня 2015 года в посёлке Хяэдемеэсте работает база «скорой помощи» с одной сестринской бригадой.
Круглосуточные услуги по уходу в волости предлагает Дом по уходу Хяэдемеэсте, в котором по состоянию на 1 мая 2018 года проживало 35 человек, из них 29 — жители волости. 12-ти клиентам расходы по уходу частично покрывала волость. В 2018 году цена пребывания в этом заведении составляла 580 евро в месяц.

### Культура, досуг и спорт

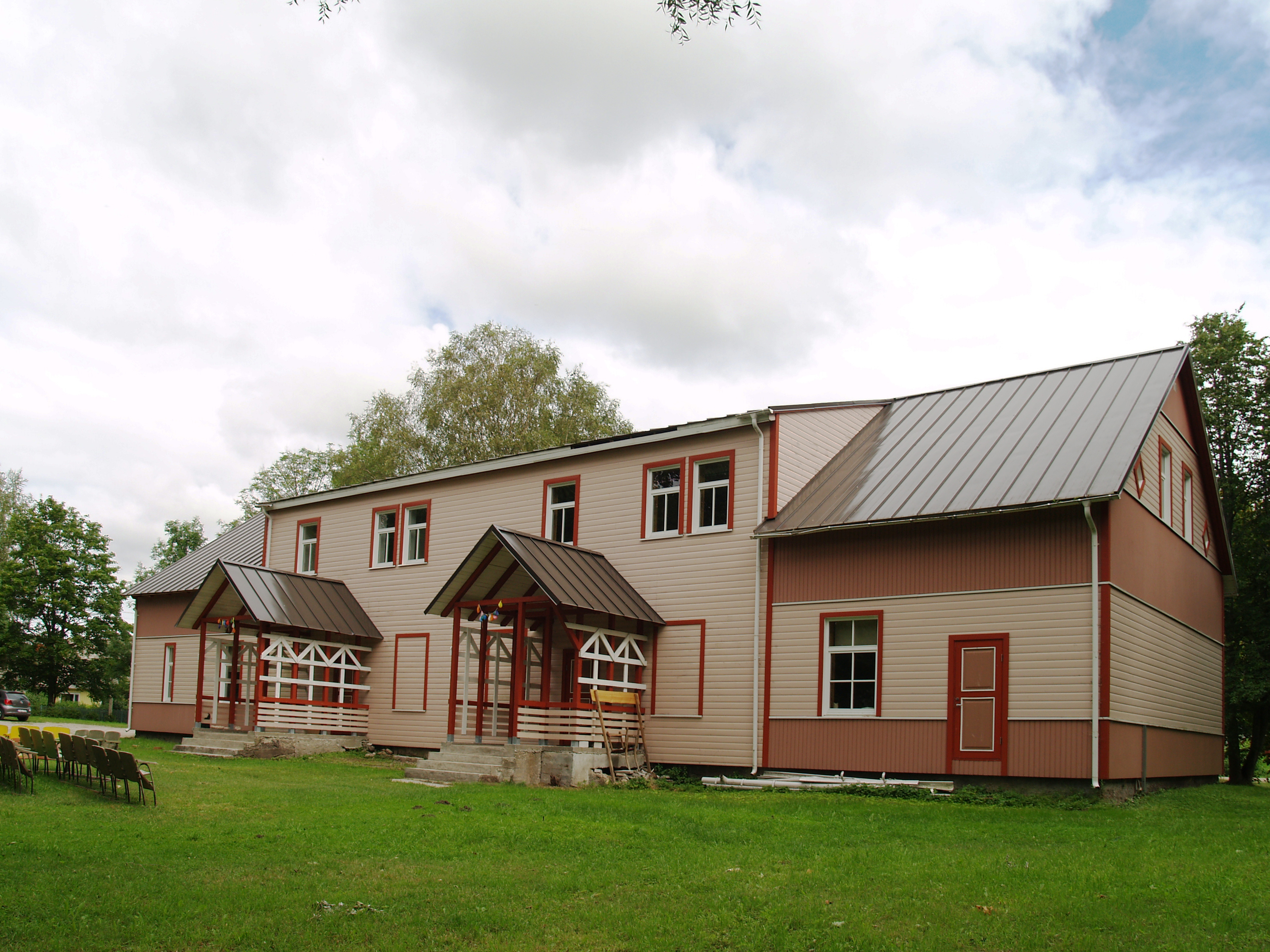
Общинный дом посёлка Хяэдемеэсте

По состоянию на 2018 год в волости работали 6 библиотек (из них 3 — филиалы). Сельские общества действуют в посёлках Выйсте и Хяэдемеэсте и в деревнях Кабли, Икла и Соометса. К муниципальным учреждениям культуры также относятся Народный дом Треймани, Общинный дом Кабли, Центр по интересам Хяэдемеэсте и Музей Хяэдемеэсте.
Молодёжная работа в основном проходит в школах и учреждениях культуры. В 2007 году в Культурно-спортивном центре деревни Уулу начал работу Открытый центр молодёжи Тахкуранна (T.A.N.K.). В 2011 году была открыта Молодёжная комната в посёлке Выйсте. Два раза в год, в День матери и в День отца, проходит волостной День малышей, где на приём к волостному старейшине и председателю волостного собрания приглашаются маленькие жители волости со своими родителями.
В 2014 году на месте бывшей ракетной базы Советской армии в деревне Рейу был возведён тематический парк «Лоттемаа». В 2015 году в той же деревне открылся Центр гольфа — «Pärnu Bay Golf Links». В деревне Лейна работает один из самых больших спортивных центров Эстонии, занимающий площадь в 17 гектаров, а также Центр верховой езды.
Через волость проходит самая длинная в Прибалтике походная тропа, которая начинается у границ Литвы и заканчивается на северном побережье Эстонии. Протяжённость тропы составляет около 1100 километров, она также ведёт через Ляэнемаа, Сааремаа и Хийумаа. Это часть туристской тропы E9 Европейской пешеходной ассоциации (European Long Distance Path E9).
Через волость проходят велосипедные маршруты EstoVelo и Eurovelo.
Самые известные фестивали и мероприятия волости: Фестиваль солнечного заката в Каабли, Огуречный фестиваль Тахкуранна, Фестиваль Северной Ливонии и др. Каждый год в последнюю субботу июля проходит фестиваль «Uulu Lamba Vest». В его рамках работает ярмарка местных изделий ручной работы и еды, проводится чемпионат Эстонии по приготовлению баранины на гриле под эгидой Эстонского Союза гриля; проводятся различные спортивные соревнования, семинары по стрижке овец и обработке шерсти, большая культурная программа и приготовление различных блюд, в основном из баранины.
В волости предусмотрены два места для палаточных городков: «Крапи» и «Лемме». В первом имеется большая асфальтированная парковка на 30 машин, места для разведения костров, инфо-стенды, крытые столы со скамьями, колодцы. Вторая расположена у остановки «Лемме» на шоссе Хяэдемеэсте—Икла, имеет парковку для 30 машин, инфостенды, колодец, крытые места для костров и лесные домики. Летом здесь работает бытовой домик, где работают платные туалеты, магазин-кафе, есть возможность для стирки белья. В «Лемме» есть волейбольная площадка, певческо-танцевальная эстрада. Это место рассчитано для одновременной встречи до 500 человек.

### Жилая среда
По состоянию на начало 2018 года в Дорожный регистр были внесены проходящие по территории волости дороги и улицы общей протяжённостью 246 км. Дороги волости в основном имеют тонкое щебёночное покрытие, вследствие чего их грузоподъемность невысока, особенно в весенний период.
По состоянию на 2018 год центральным водоснабжением и канализацией были обеспечены посёлки Выйсте и Хяэдемеэсте и 8 деревень: Икла, Кабли, Массиару, Метсапооле, Рейу, Соометса, Треймани и Уулу. Сеть центрального отопления имелась только в деревне Уулу.
Уличное освещение имеется в основном в посёлке Хяэдемеэсте, в центрах населённых пунктов Уулу и Выйсте, в деревнях Рейу, Лаади, Мерекюла, Кабли, Треймани и Массиару; в других деревнях волости оно отсутствует.
По данным Департамента полиции за 2015 год, в образовавших новый муниципалитет волостях уровень преступности был ниже среднего по Эстонии.

## Экономика
Важнейшие виды деятельности предприятий волости: лесное хозяйство, сельское хозяйство, деревообработка, промышленное производство, строительство, садоводство и туризм. Последний является одним из важнейших источников дохода волости.
Крупнейшие работодатели волости по состоянию на 30 июня 2020 года:

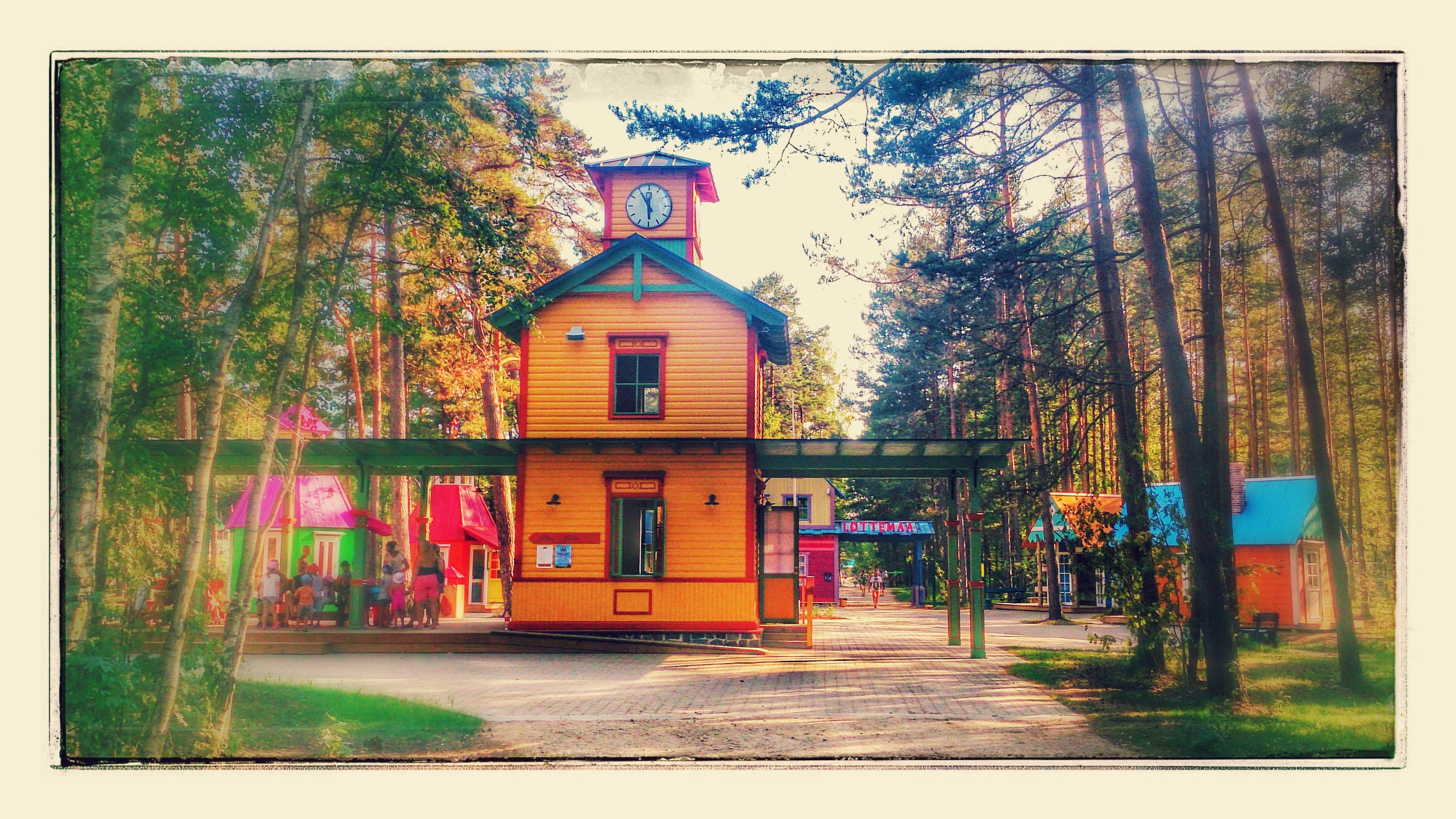
Вход в тематический парк «Лоттемаа»

| Предприятие/организация         | Вид деятельности                                    | Численность работников |
| ------------------------------- | --------------------------------------------------- | ---------------------- |
| Lottemaa teemapark OÜ           | Тематический парк «Лоттемаа»                        | 127                    |
| Häädemeeste Vallavalitsus       | Волостная управа; орган государственного управления | 78                     |
| Häädemeeste Keskkool            | Средняя школа                                       | 39                     |
| Uulu Põhikool                   | Основная школа                                      | 27                     |
| Jõulumäe Tervisespordikeskus SA | Деятельность спортивных объектов                    | 25                     |
| Häädemeeste Eakate Kodu         | Дом престарелых                                     | 23                     |
| Tahkuranna Lasteaed-Algkool     | Начальная школа-детсад                              | 20                     |
| Leca Eesti OÜ                   | Производство строительных изделий из бетона         | 14                     |
| Uulu Ehitus OÜ                  | Лесопильное производство                            | 12                     |
| Kabli Lasteaed                  | Детский сад                                         | 11                     |
| Baum OÜ                         | Строительство жилых и нежилых зданий                | 10                     |

## Достопримечательности
Памятники культуры:

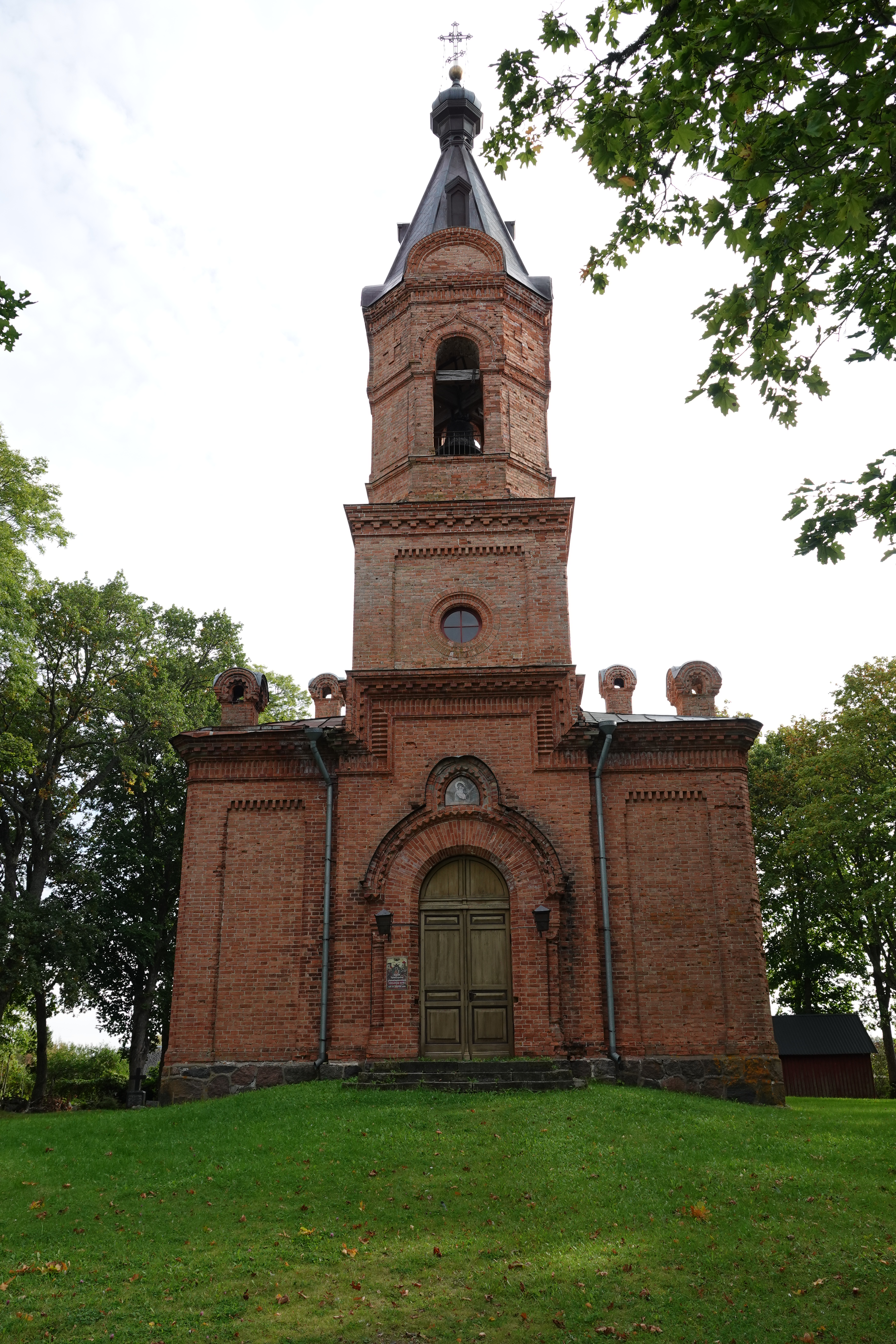
Церковь Успения Богородицы в Тахкуранна

- лютеранская церковь Святого Михаила в посёлке Хяэдемеэсте, построена в 1874 году по проекту Mатиаса фон Холста (Matthias von Holst), четырёхугольная деревянная башня возведена в 1892 году;
- православная церковь в деревне Треймани, построена в 1935 году, архитектор Мярт Меривялья (Märt Merivälja). Одна из немногих сохранившихся в Эстонии апостольско-православных церквей, возведённых в 1930-х годах; деревянное строение в стиле народного романтизма на низком цоколе из гранита. Внесена в Государственный регистр памятников культуры Эстонии в 1998 году, при инспектировании 07.09.2017 её состояние оценивалось как удовлетворительное[21];
- православная церковь Преображения Господня в посёлке Хяэдемеэсте, построена в 1872 году, архитектор Аполлон Эдельсон;
- православная церковь Успения Богородицы в деревне Тахкуранна, построена в 1872 году, архитектор Г. И. Карпов. В 1998 году была внесена в Государственный регистр памятников культуры Эстонии, при инспектировании 04.07.2018 её состояние оценивалось как удовлетворительное[22].
- церковь мызы Ула (Уулу), построена во второй половине 19-го столетия мызником Рейнхольдом Сталь фон Гольштейном (Reinhold Stael von Holstein) в память о своей первой супруге Элеоноре (1824—1845). В советское время использовалась как спортзал; в настоящее время возвращена пярнускому приходу Святой Елизаветы, но в качестве церкви не используется.

Другие достопримечательности:
- церковь Иоанна Крестителя в деревне Лайксааре, построена в 1924—1927 годах и освящена митрополитом Александром[23];
- лютеранская церковь Тахкуранна. Находится в руинах после военных действий 1941 года, богослужения проходят в восстановленной ризнице[24];
- музей Хяэдемеэсте, открыт в 1991 году, даёт детальный обзор истории края[25].

## Программа защиты эстонской архитектуры 20-го столетия
По инициативе Министерства культуры Эстонии, Департамента охраны памятников старины, Эстонской академии художеств и Музея архитектуры Эстонии в период с 2008 по 2013 год в рамках «Программы защиты эстонской архитектуры 20-го столетия» была составлена база данных самых ценных архитектурных произведений Эстонии XX века. В ней содержится информация о зданиях и сооружениях, построенных в 1870—1991 годы, которые предложено рассматривать как часть архитектурного наследия Эстонии и исходя из этого или охранять на государственном уровне, или взять на учёт. В эту базу данных включены 17 объектов, расположенных в волости Хяэдемеэсте, в их числе здания школ в деревне Массиару и в посёлках Выйду и Хяэдемеэсте, дом волостной управы Хяэдемеэсте, дачные кооперативы «Пикник» («Piknik») и «Вика» («Vika»), клуб колхоза «Калури» (в настоящее время Народный дом Треймани) и др.

## Известные личности
- Константин Пятс (1874—1956), первый президент Эстонской Республики, родился в деревне Тахкуранна;
- Пеэтер Ларедей[эст.] (1862—1952), хоровой дирижёр, священник и деятель национального движения, жил и работал в Хяэдемеэсте;
- Карл Рамм (1864—1919), композитор, хоровой дирижёр и школьный учитель, автор мелодии знаменитой эстонской песни «Õrn ööbik» («Нежный соловей»), родился в волости Тахкуранна;
- Аугуст Клейн (1865—1940), городской советник Пярну, капитан дальнего плавания и кораблестроитель, председатель общества «Эндла», основатель профессионального театра «Эндла», родился в деревне Кабли[7].

## Галерея

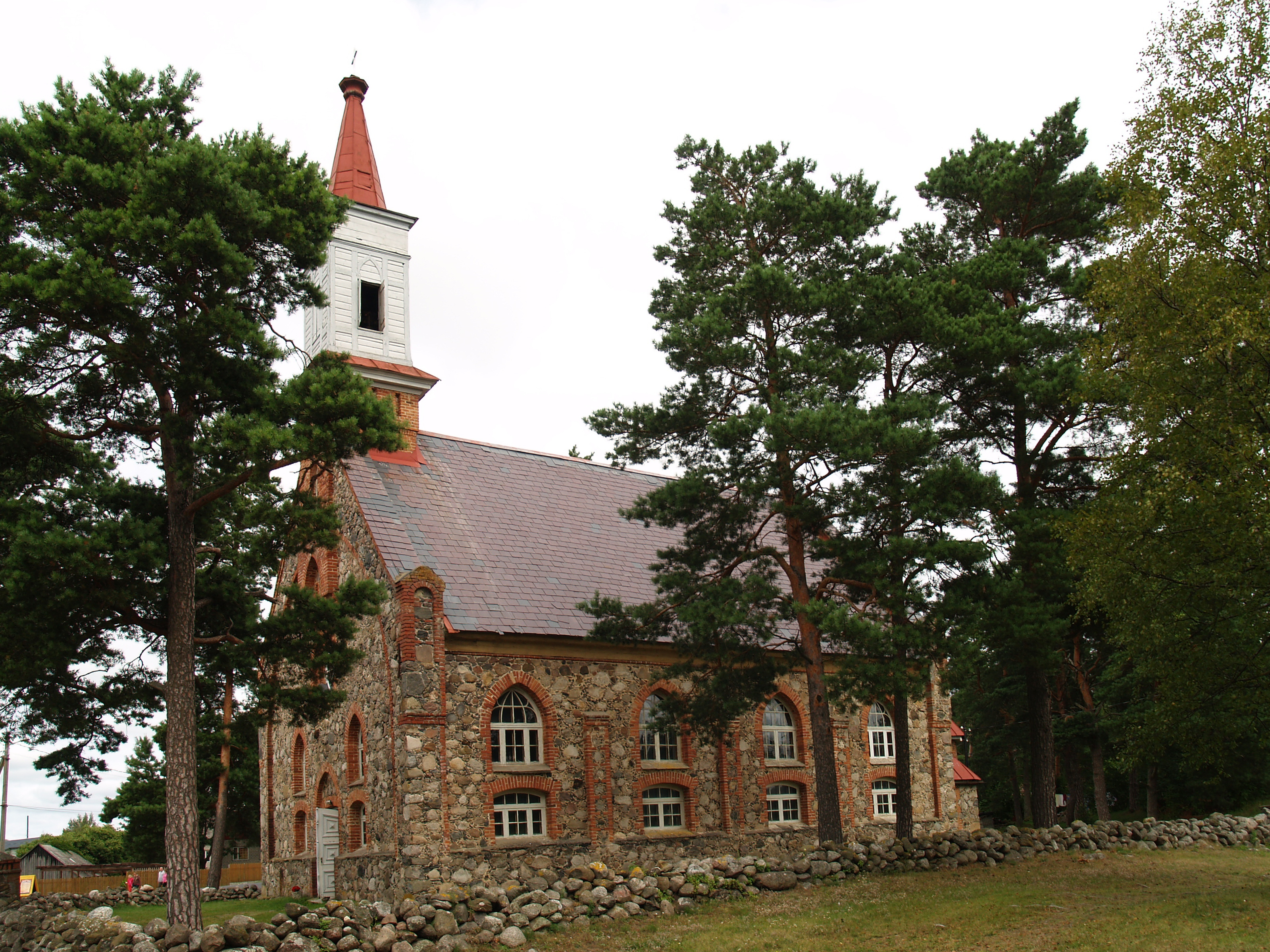
Лютеранская церковь Хяэдемеэсте
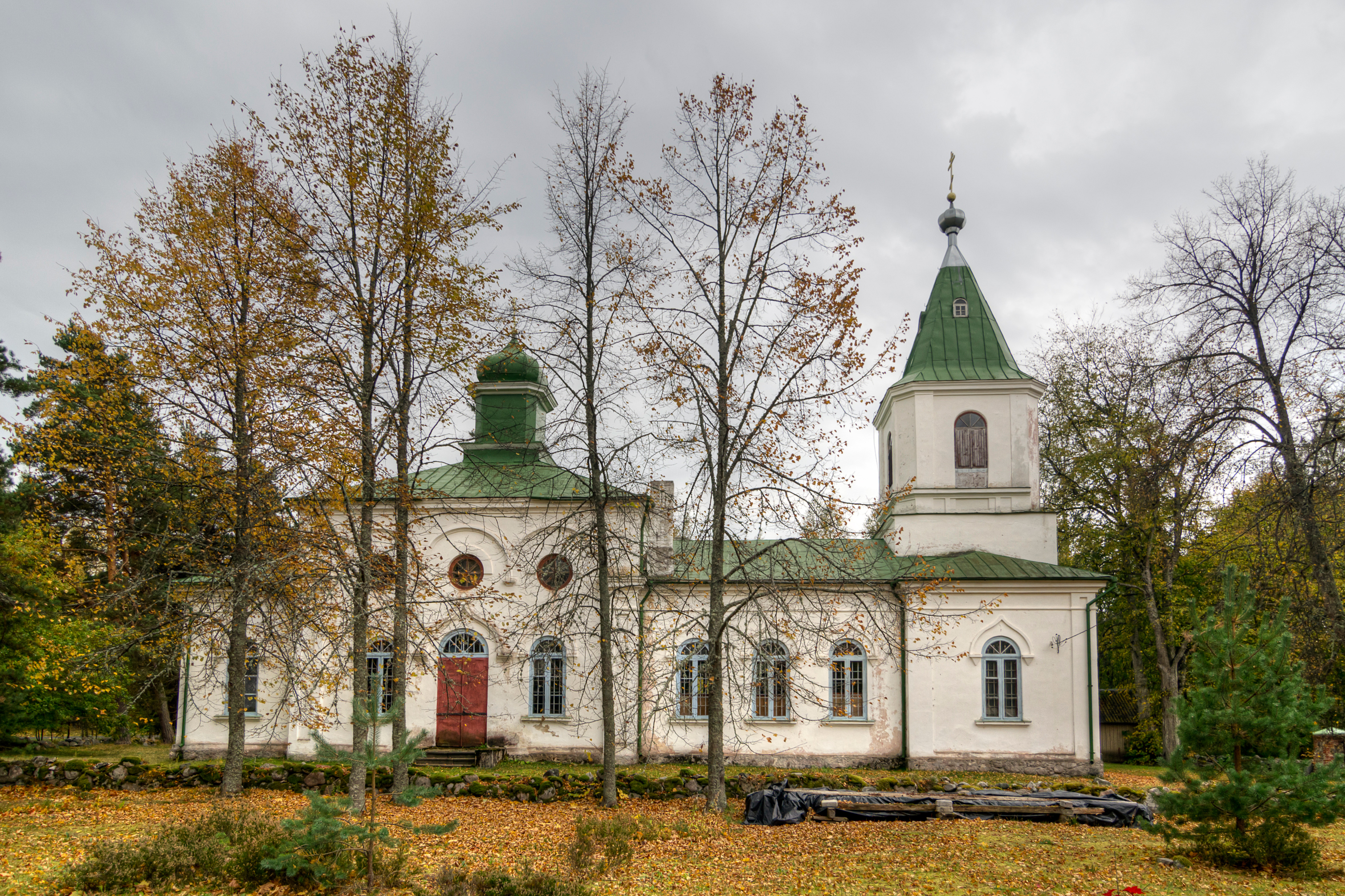
Церковь Преображения Господня в посёлке Хяэдемеэсте
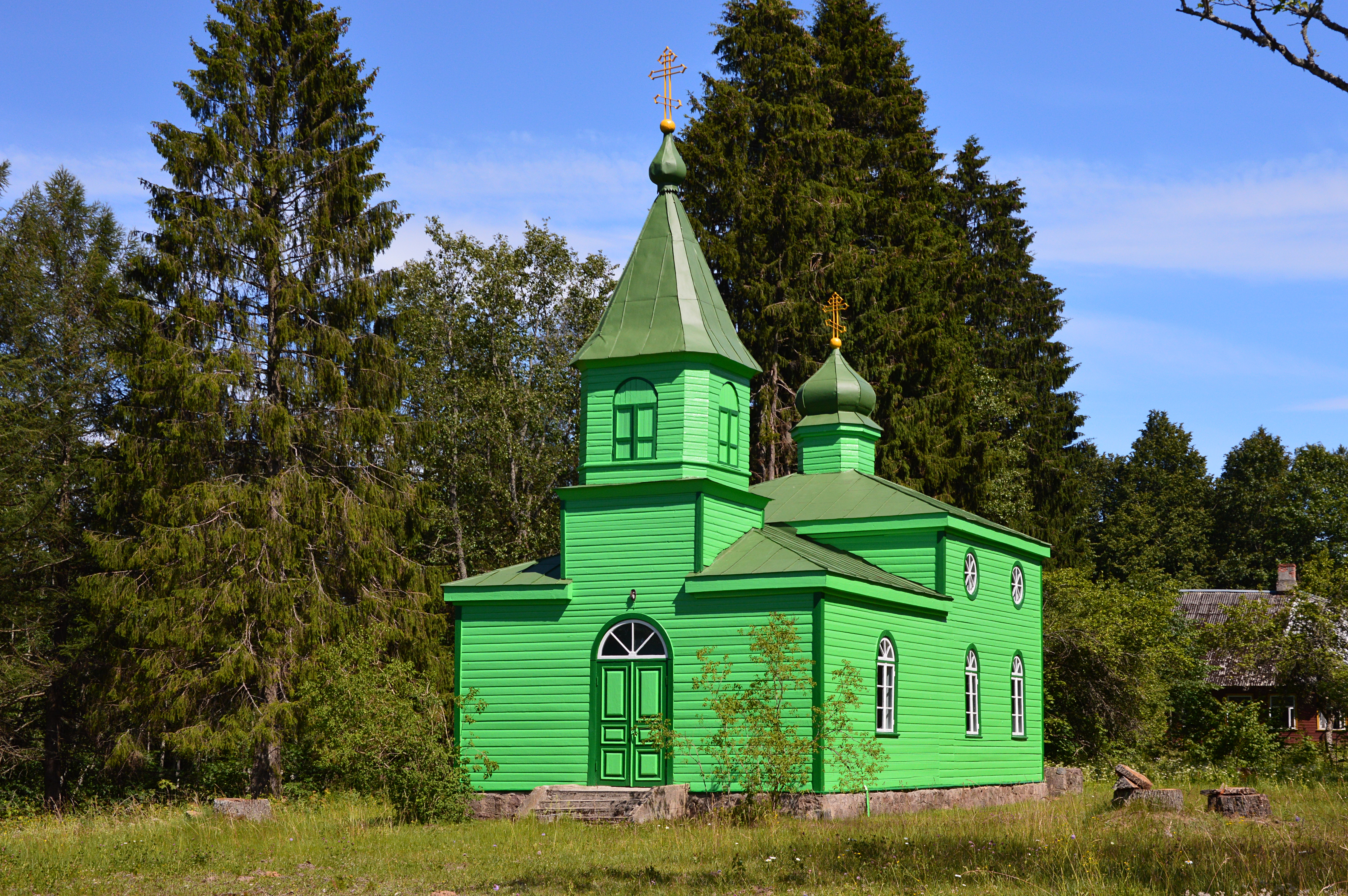
Церковь Иоанна Крестителя в деревне Лайксааре
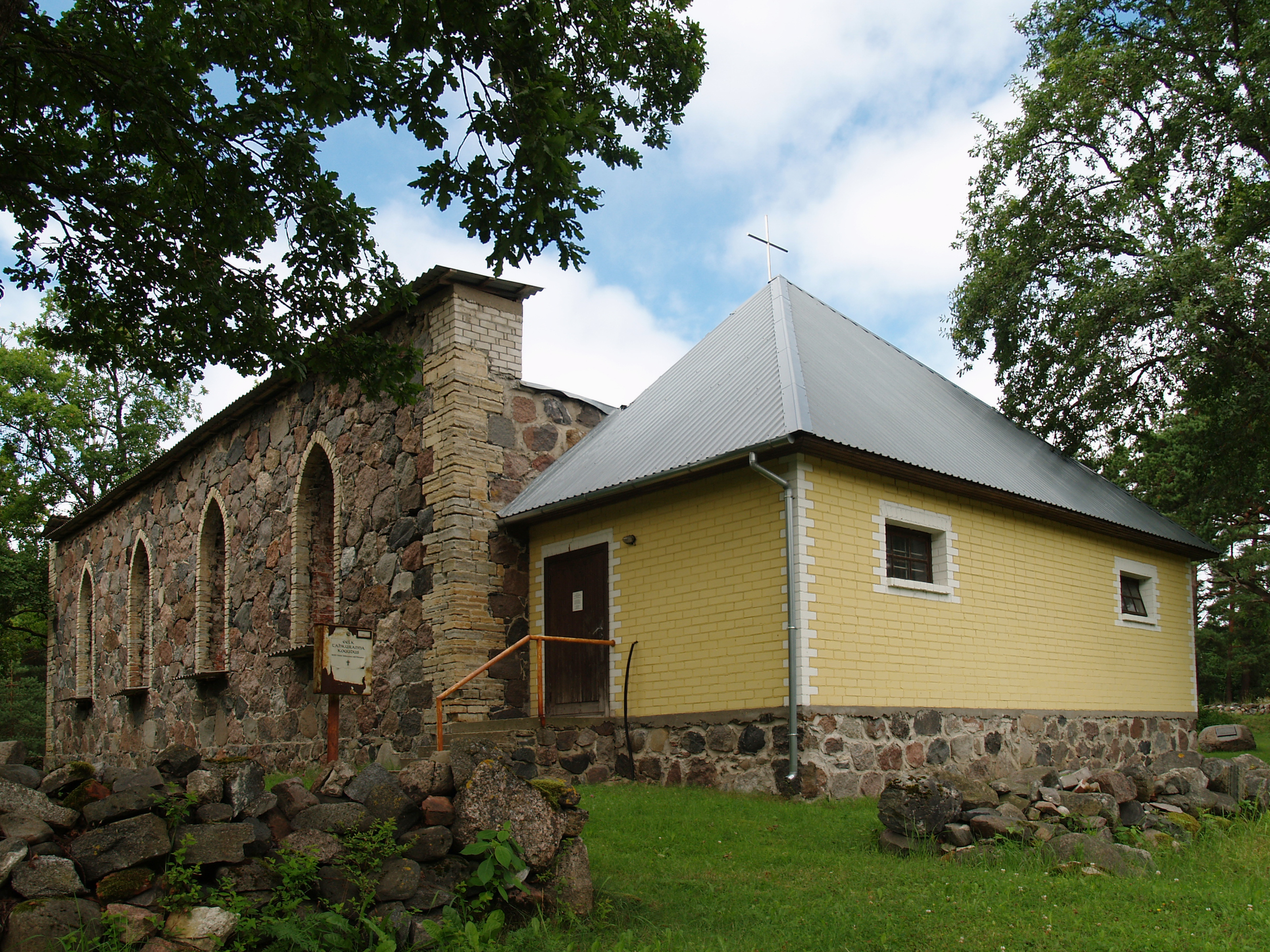
Лютеранская церковь Тахкуранна
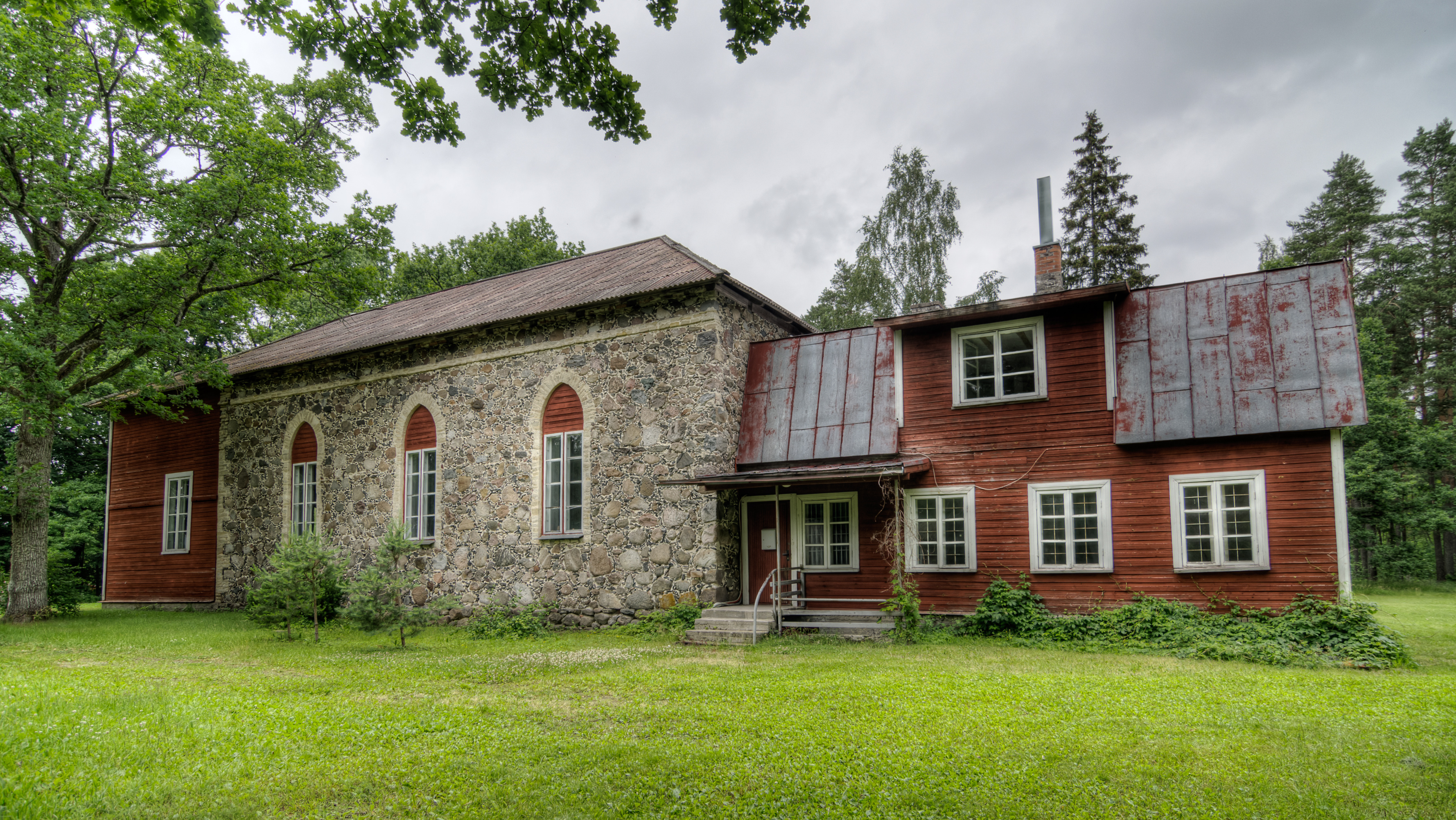
Церковь мызы Ула (Уулу)
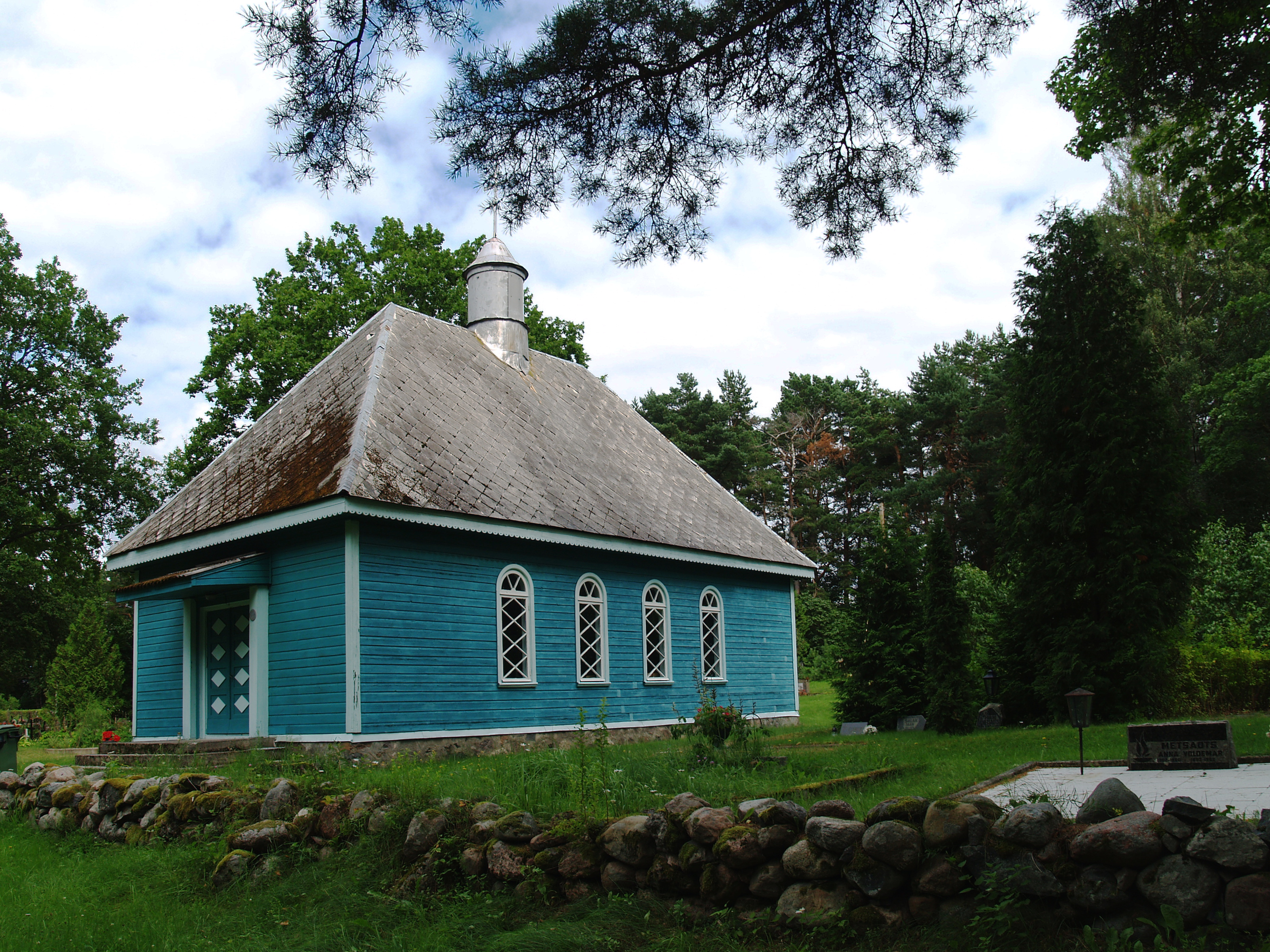
Православная церковь в деревне Треймани
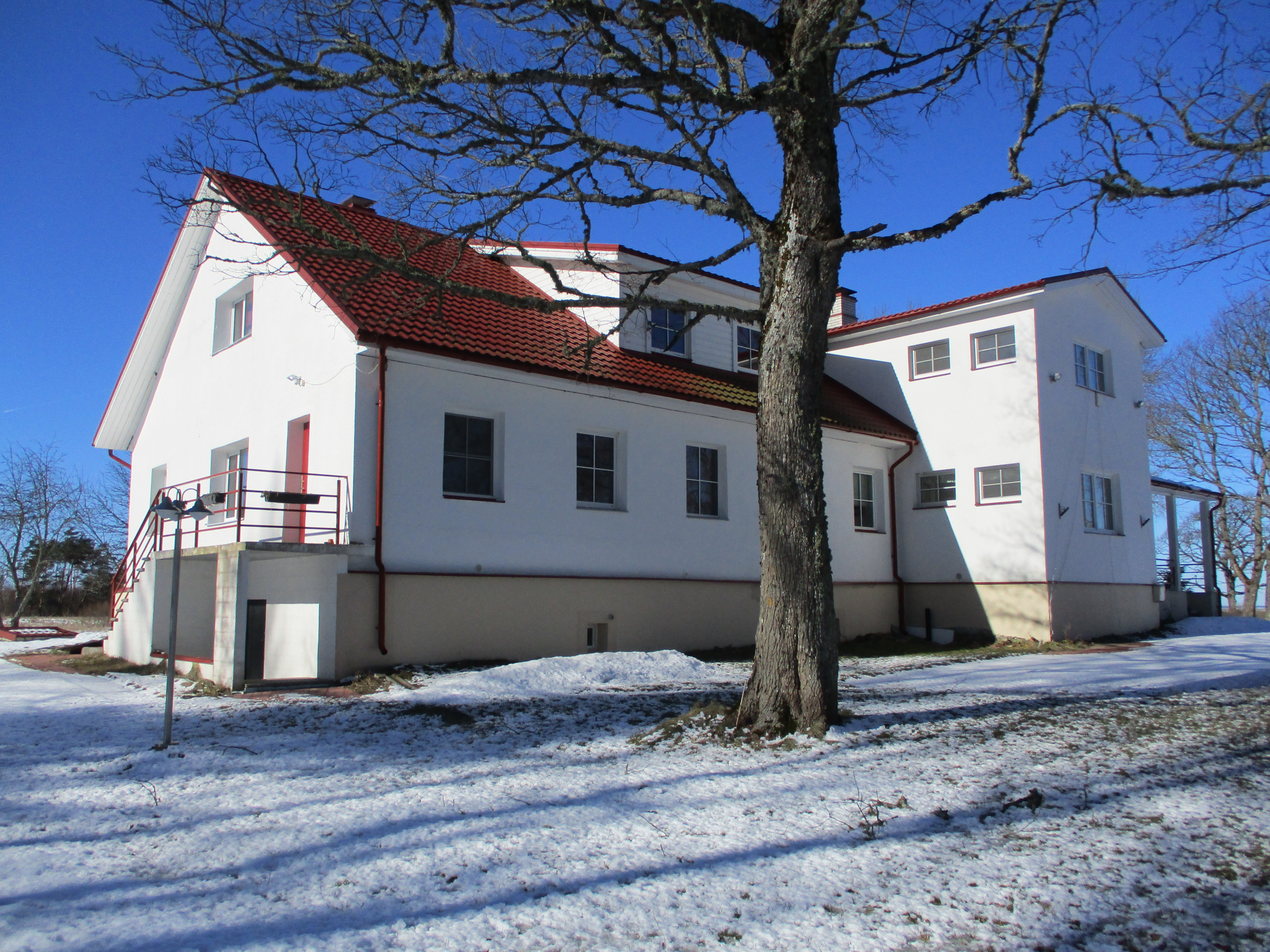
Мыза Такерорт (Тахкуранна)
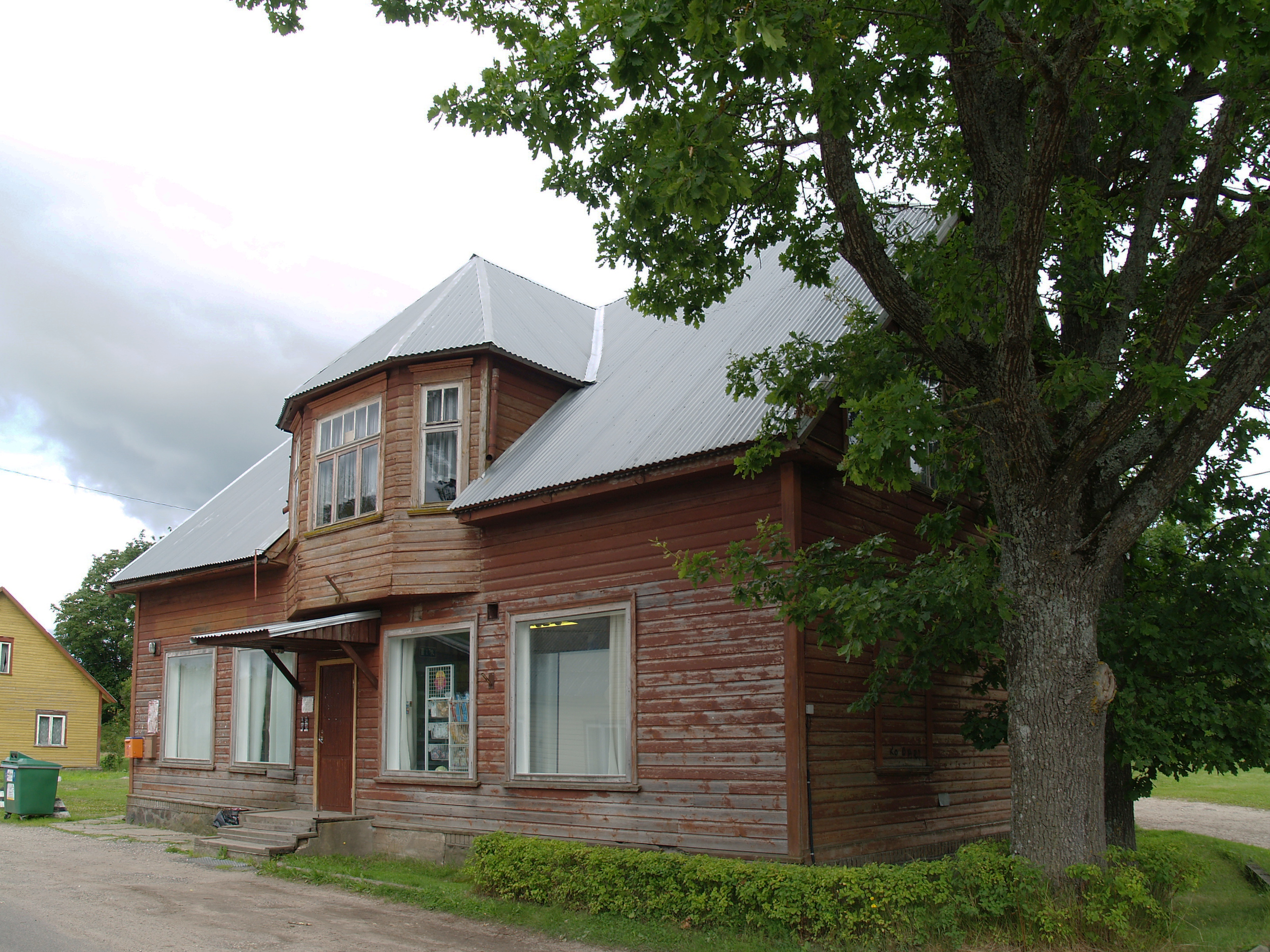
Деревня Икла
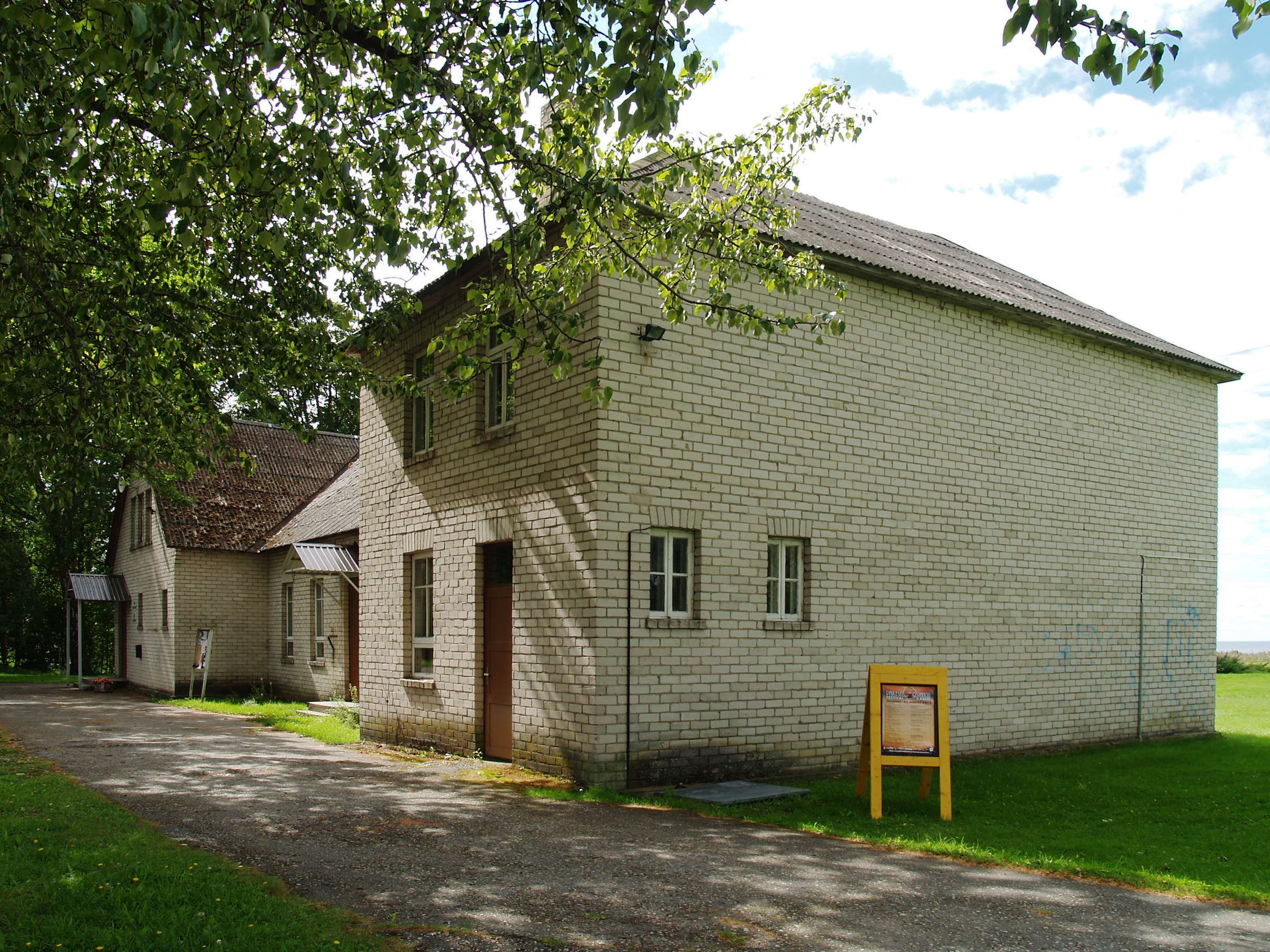
Общинный дом и библиотека деревни Кабли
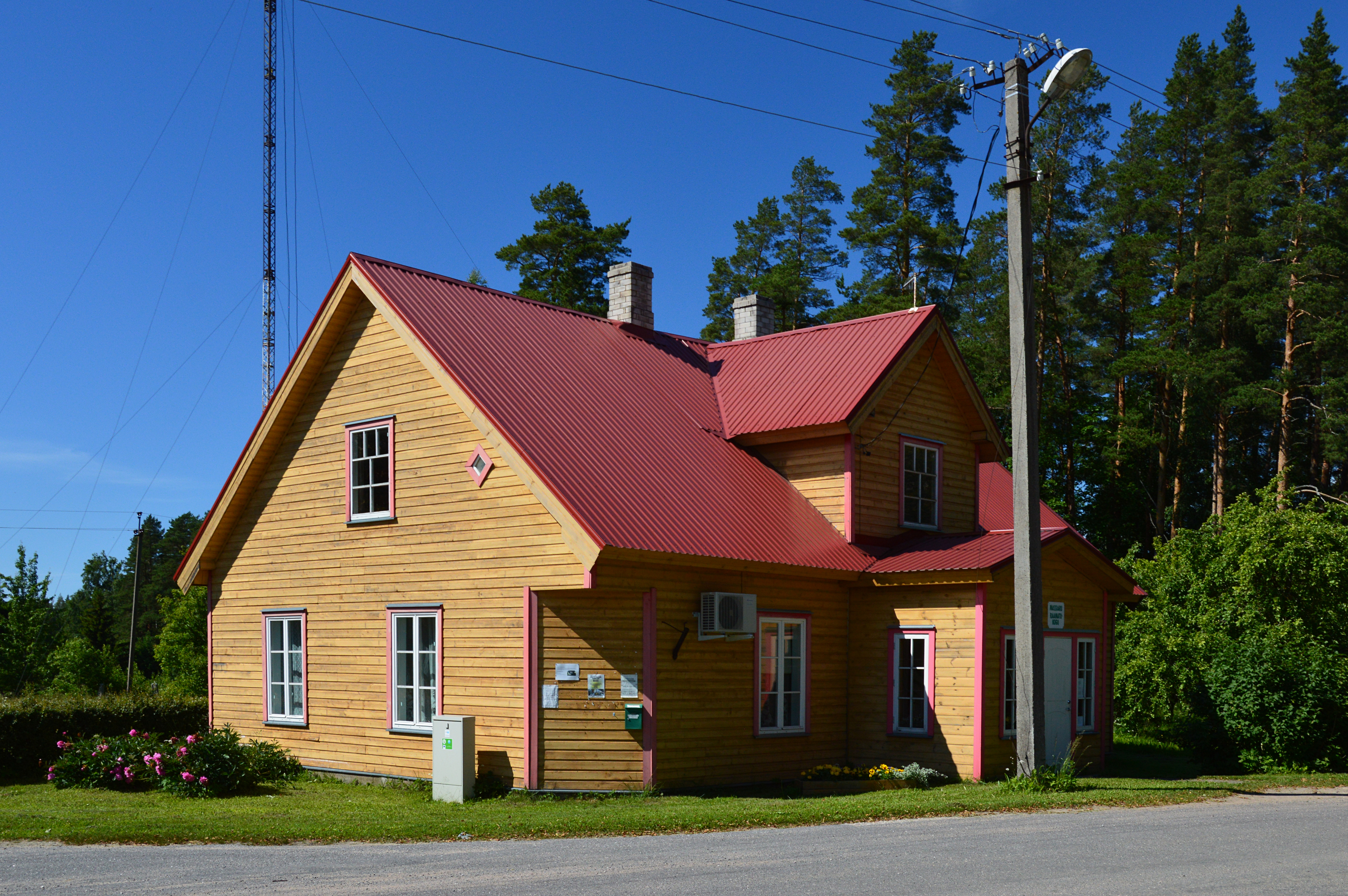
Библиотека в деревне Массиару

## Комментарии
1. ↑  Эстонские топонимы, оканчивающиеся на -а, в русском языке не склоняются[16], а род получают по родовому слову, например, деревне присваивается женский род, хотя в эстонском языке нет категории рода.